# Crematory
Crematory – niemiecki zespół muzyczny, wykonujący początkowo utwory utrzymane w stylistyce death metal a następnie gothic metal. Założony w 1991 roku w położonym w południowo-zachodnich Niemczech Mannheim.

## Historia
Zespół po raz pierwszy zyskał uznanie w połowie lat 90. podczas trasy z My Dying Bride, Tiamat i Atrocity i podobnie jak dwa ostatnie zespoły zaczął grać tradycyjny death metal. Potem zaczął ewoluować w stronę industrial metalu i gothic metalu, co da się zauważyć na następnych albumach. Zespół wystąpił w niemieckim MTV a także wyrabiał swój wizerunek na rozmaitych metalowych festiwalach, włączając w to niemiecki Wacken Open Air, gdzie występował w latach 1996, 1998, 1999, 2001 oraz 2008 r. 
Zespół początkowo nagrywał dla wytwórni Massacre Records, by w 1996 r. podpisać kontrakt z Nuclear Blast. Po 10 latach współpracy z Nuclear Blast w 2006 r. zespół znów powrócił do swej pierwszej wytwórni. Pomimo krótkiego czasu rozpadu między 2001 i 2003 rokiem, Crematory jest jednym z najdłużej istniejących europejskich zespołów gothic metalowych.
W lipcu 2009 zespół zagrał koncert w Polsce w ramach festiwalu Castle Party.

## Muzycy
Obecni członkowie
- Gerhard "Felix" Stass - wokal (1991-2001, od 2003)
- Katrin Goger - instrumenty klawiszowe (1992-2001, od 2003)
- Markus Jüllich - perkusja (1991-2001, od 2003)
- Rolf Munkes - gitara elektryczna (od 2015)
- Jason Matthias - gitara basowa (od 2016)
- Connie "Conner" Andreszka  - gitara elektryczna (od 2018)

Byli członkowie
- Marc Zimmer - gitara basowa (1991-1992)
- Heinz Steinhauser - gitara basowa (1993)
- Lothar "Lotte" Först - gitara elektryczna (1992-1997)
- Harald Heine - gitara basowa, wokal (1993–2016)
- Matthias Hechler - gitara elektryczna, wokal (1999-2015)
- Tosse Basler - Rytmiczna gitara elektryczna, wokal (2015-2018)

## Dyskografia
| 1993                           | Transmigration - Data: 7 kwietnia 1993 - Wydawca: Massacre Records | —  |
| 1994                           | …Just Dreaming - Data: 15 maja 1994 - Wydawca: Massacre Records    | —  |
| 1995                           | Illusions - Data: 26 września 1995 - Wydawca: Massacre Records     | —  |
| 1996                           | Crematory - Data: 26 maja 1996 - Wydawca: Massacre Records         | 87 |
| 1997                           | Awake - Data: 26 stycznia 1997 - Wydawca: Nuclear Blast            | 54 |
| 1999                           | Act Seven - Data: 27 kwietnia 1999 - Wydawca: Nuclear Blast        | 46 |
| 2000                           | Believe - Data: 13 września 2000 - Wydawca: Nuclear Blast          | 34 |
| 2004                           | Revolution - Data: 3 maja 2004 - Wydawca: Nuclear Blast            | 47 |
| 2006                           | Klagebilder - Data: 4 sierpnia 2006 - Wydawca: Massacre Records    | 66 |
| 2008                           | Pray - Data: 1 lutego 2008 - Wydawca: Massacre Records             | 64 |
| 2010                           | Infinity - Data: 29 stycznia 2010 - Wydawca: Massacre Records      | —  |
| 2014                           | Antiserum - Data: 24 lutego 2014 - Wydawca: Steamhammer            | 66 |
| 2016                           | Monument - Data: 15 kwietnia 2016 - Wydawca: SPV GmbH              | 72 |
| 2018                           | Oblivion - Data: 13 kwietnia 2018 - Wydawca: Steamhammer           |    |
| 2020                           | Unbroken - Data: 6 marca 2020 - Wydawca: Napalm Records            |    |
| "—" pozycja nie była notowana. |                                                                    |    |

| 1999                           | "Fly"   | —  | Act Seven  |
| 2004                           | "Greed" | 86 | Revolution |
| "—" pozycja nie była notowana. |         |    |            |

| Rok  | Tytuł |
| ---- | --- |
| 1996 | Ist es Wahr (EP) - Data: 1996 - Wydawca: Massacre Records                                                |
| 1997 | Live at the Out of the Dark Festival (album koncertowy) - Data: styczeń 1997 - Wydawca: Massacre Records |
| 1999 | Early Years (kompilacja) - Data: listopad 1999 - Wydawca: Massacre Records                               |
| 2001 | Remind (VHS) - Data: 2001 - Wydawca: Nulcear Blast                                                       |
| 2005 | Liverevolution - Data: 5 września 2005 - Wydawca: Nuclear Blast                                          |
| 2010 | Black Pearls - Data: 26 listopada 2010 - Wydawca: Crematory                                              |